# Скотт Дюрант
Скотт Дюрант (англ. Scott Durant, нар. 12 лютого 1988, Лос-Анджелес, Каліфорнія, США) — британський веслувальник, олімпійський чемпіон 2016 року.

## Виступи на Олімпіадах
| Олімпіада           | Дисципліна | Місце |
| ------------------- | ---------- | ----- |
| Ріо-де-Жанейро 2016 | вісімки    | 1     |